# Лептоспиры
Лептоспи́ры (лат. Leptospira; от leptós с греч. — «тонкий, нежный» и spéira — «витая линия, спираль, изгиб») — род бактерий отдела Gracilicutes порядка спирохет семейства Leptospiraceae; возбудители острых инфекционных болезней лептоспирозов. В роду выделяются два вида — лептоспиры патогенные (L. interrogans), вызывают заболевания у человека и животных, и лептоспиры-сапрофиты (L. biflexa), для теплокровных не патогенны, обитают в открытых водоёмах и во влажной почве. Патогенные лептоспиры при воздействии на них солнечного света, высокой температуры, кислот, щелочей и дезинфицирующих средств быстро погибают.
Слабо окрашиваются анилиновыми красками; для их обнаружения в органах и тканях используется окраска мазков-отпечатков по Романовскому — Гимза или импрегнация серебром гистологических срезов по Вартину — Стерри.

## Описание
Представляют собой тонкие спирохеты; длина — 4—8 мкм (иногда до 20), ширина — 0,10—0,25 мкм. Имеют тонкую осевую нить, которая служит органом движения, её окружает цитоплазматическая спираль; толщина — 200—300 нм. Концы утончены и загнуты под углом. На концах имеются крючки, придающие клеткам S-образную форму. Тело имеет 12—18 спиральных первичных завитков.

## Образ жизни
Лептоспиры обитают в водной среде. В естественных водоёмах жизнеспособность сохраняют до 2—3 недель, в почве — до 3 месяцев, на пищевых продуктах — несколько дней.